# Ступак, Юлиан Юрьевич
Юлиа́н Ю́рьевич Ступа́к (укр. Юліан Юрійович Ступак, позывной — Цезарь; 28 августа 2000, Ясиноватка — 8 марта 2022, Харьковская область) — украинский военнослужащий, лейтенант, участник российско-украинской войны. Герой Украины (13 апреля 2022, посмертно).

## Биография
Юлиан Ступак родился в 2000 году в селе Ясиноватка.
Учился в средней общеобразовательной школе № 37 города Днепродзержинск (ныне — Каменское) Днепропетровской области.
В 2021 году окончил Львовскую академию Сухопутных войск имени гетмана Петра Сагайдачного, учился на факультете боевого применения войск. По рейтингу в учёбе офицер оказался среди тех, кто имеет право выбирать будущее место службы самостоятельно. Был убеждён, что каждый офицер-выпускник в наше время должен «нюхнуть пороха» и сознательно выбирал боевую бригаду. Военную службу проходил в составе 93-й отдельной механизированной бригады «Холодный Яр».
Погиб 8 марта 2022 года во время выполнения боевых задач на территории Харьковской области, прикрывая своих собратьев.
В последнем бою он не предал себя и до последнего думал о подчинённых. Тогда по пехоте «работал» вражеский танк. Юлиана задело осколком. Однако он выводил людей, попавших в затруднение, не могли выйти самостоятельно. Свой взвод вытаскивал. И он шел последним, — рассказал о гибели Ступака собрат.
Церемония прощания прошла 3 апреля 2022 года в родном городе. Похоронили Юлиана Ступака на кладбище села Ясиноватка (ныне — Онуфриевской поселковой общины Александрийского района) Кировоградской области.
28 июня 2023 года в День Конституции Украины президент Украины Владимир Зеленский передал орден «Золотая Звезда» членам семьи погибшего Героя Украины.

## Награды
- Звание «Герой Украины» с удостоением ордена «Золотая Звезда» (13 апреля 2022, посмертно) — за личное мужество и героизм, проявленные в защите государственного суверенитета и территориальной целостности Украины, верность военной присяге[10].